# 粽邪
《粽邪》（英語：The Rope Curse），在2018年上映的驚悚電影，於2018年1月8日開鏡，拍攝40多天，由夏于喬、鄒承恩、陳博正領銜主演，取材台灣彰化沿海一帶傳統民俗送煞儀式——送肉粽，2018年8月31日於台灣上映。

## 劇情
臺灣彰化一帶，認為上吊自盡的人怨氣最重，可能會接二連三的捉交替，於是通常舉辦法會將繩索送到海邊或是在河流的出海口燒掉，以達驅邪之效，並以臺語黑話稱為「送肉粽」。吳家維在電視臺工作，身兼YouTuber，並以鬼故事題材為影片主題，聽說彰化舉辦了送肉粽儀式，他帶著助理「阿怪」到送肉粽現場，卻忘了帶補光燈，家維未婚妻林書儀，故鄉剛好在此地，貼心地把補光燈送來……但卻發現捲入了一場恐怖的事件，接二連三有人懸梁。當書儀得知，死者都是她十年前的高中同學後；她更回憶起這十年以來忘不了的，那難忘的高中校園霸凌......

## 演員列表

### 主要演員
| 演員姓名 | 角色名稱 | 介紹 |
| 夏于喬   | 林書儀   | 家維未婚妻，在電視台工作。因男友拍攝送肉粽直播忘了帶補光燈，只好幫忙人肉快遞送到彰化。卻也因此捲入這場意外的危機，並揭開埋藏在心中十多年的秘密... 高中時為了幫李妍追男生(家維)卻變成兩人交往，之後騙李妍信有送達但回信私下交由霸凌三人組公開。 學校舞會時騙李妍上天台並教唆霸凌三人組霸凌她，後與家維在舞會被李研撞見導致李研心死上吊。 片尾疑似已被李妍掐死並被其附身(鏡中出現李妍倒影，燦笑著照鏡確認臉上有無疤痕) |
| 鄒承恩   | 吳家維   | 書儀未婚夫，和女友書儀都在電視台工作。財迷心竅的自私白目男。 為了籌備兩人的結婚基金，和好友阿怪前往彰化直播神秘「送肉粽」儀式，想藉此次拍攝一炮而紅賺取三十萬的廣告費。沒想到此舉卻意外地讓心愛的女友陷入危機，間接引發一連串不可收拾的後果... |
| 陳博正   | 法師     | 阿怪的叔父，正職是蚵農，外表與莊稼人無異。 兼差法師，為人跳鍾馗除煞，功力高深，能眼觀異象，結印驅魔，在彰化的小村莊裡每個人對他無不相當敬重。 |

### 其他演員
| 演員姓名            | 角色名稱 | 介紹 |
| 孫可芳              | 沈千和   | 李妍的高中同學、霸凌三人組帶頭者。畢業後在家鄉市場做裁縫師 失手打死被李妍附身的母親，隔天被李妍以躺姿吊死 推李妍下樓梯、打巴掌並踩壞眼鏡 在教室念出李妍的信後被打巴掌，事後率人在廁所對李妍噴水 高中舞會時，在天台霸凌李妍並抓傷其左臉                                                                                      |
| 應采靈              | 千和母   | 因中風臥病在床，靠千和照料。 被李妍冤魂附身，欲掐死千和，不慎被失手打死。 |
| 潘之敏              | 潘慧依   | 李妍的高中同學、霸凌三人組之一。高中時期在彰化念書，後來離開家鄉。成為網路直播主，被封大奶主播。 後答應阿怪邀約拍攝並下榻阿怪叔叔的蚵寮，被李妍冤魂纏上吊死 |
| 李亞臻              | 李妍     | 書儀高中時期的好閨蜜，擅長彈吉他 因右臉頰有醜陋的疤痕，被千和、慧依及小莉霸凌， 最後在天台被千和、慧依、小莉霸凌後，目睹書儀與補習班心儀的男生(家維)出現在學校舞會，心死選擇在學校上吊自殺｡ (由劇情推論書儀以家維手機約李妍上天台，並教唆霸凌三人組霸凌) 片尾出現在汽車投影中，疑似已附身取代書儀，並燦笑著與心愛之人在一起 |
| 劉國劭              | 阿怪     | 家維的好朋友，兩人一起前往彰化拍攝送肉粽儀式。 |
| 陳希瑀              | 陳小莉   | 李妍的高中同學、霸凌三人組之一。 影片開始穿著婚紗哭著上吊 各大媒體報導[婚禮變忌日]，引起家維跟阿怪關注並來採訪送肉粽儀式。 |
| 庹宗華 （特別演出） | 校務主任 | 請來法師作法以超渡校內學生李妍的冤魂。 |
| 屈中恆 （特別演出） | 資深警察 | 半夜巡視蚵寮，撞見夜闖命案現場的阿怪和家維，試圖追捕兩人卻失敗。 |
| 黃鐙輝 （特別演出） | 年輕警察 | 半夜巡視蚵寮，撞見夜闖命案現場的阿怪和家維，試圖追捕兩人卻失敗。 |

## 票房
臺灣方面，首週三天票房為臺幣2,371萬元；次週票房累計至臺幣3,924萬元；第三週票房累計至臺幣4,593萬元；第四週票房累計至臺幣4,813萬元；最終全臺票房為臺幣4,927萬元；其中臺中票房是全臺之冠。

### 腳註
1. ↑  洪文. . ETtoday. 218-09-05  [2019-09-28]. （原始内容存档于2021-01-11）.
2. 1 2   (PDF). 國家電影中心. 2019-01-03  [2019-09-28]. （原始内容存档 (PDF)于2019-01-03）.
3. ↑  .   [2018-09-10]. （原始内容存档于2018-09-11）.
4. ↑  .   [2018-08-21]. （原始内容存档于2018-08-21）.
5. ↑  .   [2018-08-21]. （原始内容存档于2018-08-21）.
6. ↑  後得知被李妍冤魂纏上
7. 1 2   (PDF). 國家電影中心. 2018-09-13  [2019-09-28]. （原始内容存档 (PDF)于2018-09-13）.
8. ↑   (PDF). 國家電影中心. 2018-09-20  [2019-09-28]. （原始内容存档 (PDF)于2018-09-24）.
9. ↑   (PDF). 國家電影中心. 2018-09-27  [2018-09-30]. （原始内容存档 (PDF)于2018-09-30）.
10. ↑  張亞痕. . 勁報. 2019-09-28  [2019-09-28]. （原始内容存档于2021-01-11）.

### 外部連結
- 【導演手記】《粽邪》　從「送肉粽」看見人的內心恐懼 （页面存档备份，存于）

## 外部連結
- 粽邪的Facebook專頁
- 粽邪的Instagram帳戶